# Gouvernorat de Tataouine
Ne doit pas être confondu avec Tataouine.
Le gouvernorat de Tataouine (arabe : ولاية تطاوين), créé le 2 mars 1981 par une scission du gouvernorat de Médenine, est l'un des 24 gouvernorats de la Tunisie. Il est situé dans le sud-est du pays à la frontière avec l'Algérie et la Libye. Avec une superficie de 38 889 km2, le gouvernorat de Tataouine est le plus vaste gouvernorat de Tunisie. Il abrite en 2024 une population de 162 654 habitants. Son chef-lieu est Tataouine.

## Géographie
Situé à 500 kilomètres de la capitale, il est limité par les gouvernorats de Kébili et Médenine au nord, par la Libye à l'est et par l'Algérie à l'ouest.
La température moyenne y est de 22 °C et la pluviométrie annuelle varie entre 88 et 157 millimètres.
Administrativement, le gouvernorat est découpé en huit délégations, sept municipalités et 63 imadas,. Remada est la plus grande des délégations de Tunisie pour ce qui est de la superficie.
| Délégation                                    | Population en 2024 (habitants) |
| --------------------------------------------- | ------------------------------ |
| Beni Mhira                                    | 8 190                          |
| Bir Lahmar                                    | 10 772                         |
| Dehiba                                        | 5 920                          |
| Ghomrassen                                    | 16 351                         |
| Remada                                        | 9 964                          |
| Smâr                                          | 8 080                          |
| Tataouine Nord                                | 66 986                         |
| Tataouine Sud                                 | 36 391                         |
| Sources : Institut national de la statistique |                                |

## Histoire
La région de Tataouine connaît durant son histoire la succession et le brassage de plusieurs civilisations dont notamment les civilisations puniques, romaines, berbères et enfin arabo-musulmane. 
Les Arabes venant de l'Orient se sont installés dans les plaines proches des puits pour exercer leurs activités agricoles et ont construit par la suite les ksour sur les montagnes pour y conserver les produits de leurs récoltes.
En 1903, on enregistre le regroupement de plusieurs tribus qui étaient jusque-là de simples nomades pour constituer le noyau de l'actuelle ville de Tataouine (dont le nom signifie en berbère « source d'eau »).

## Politique

### Gouverneurs

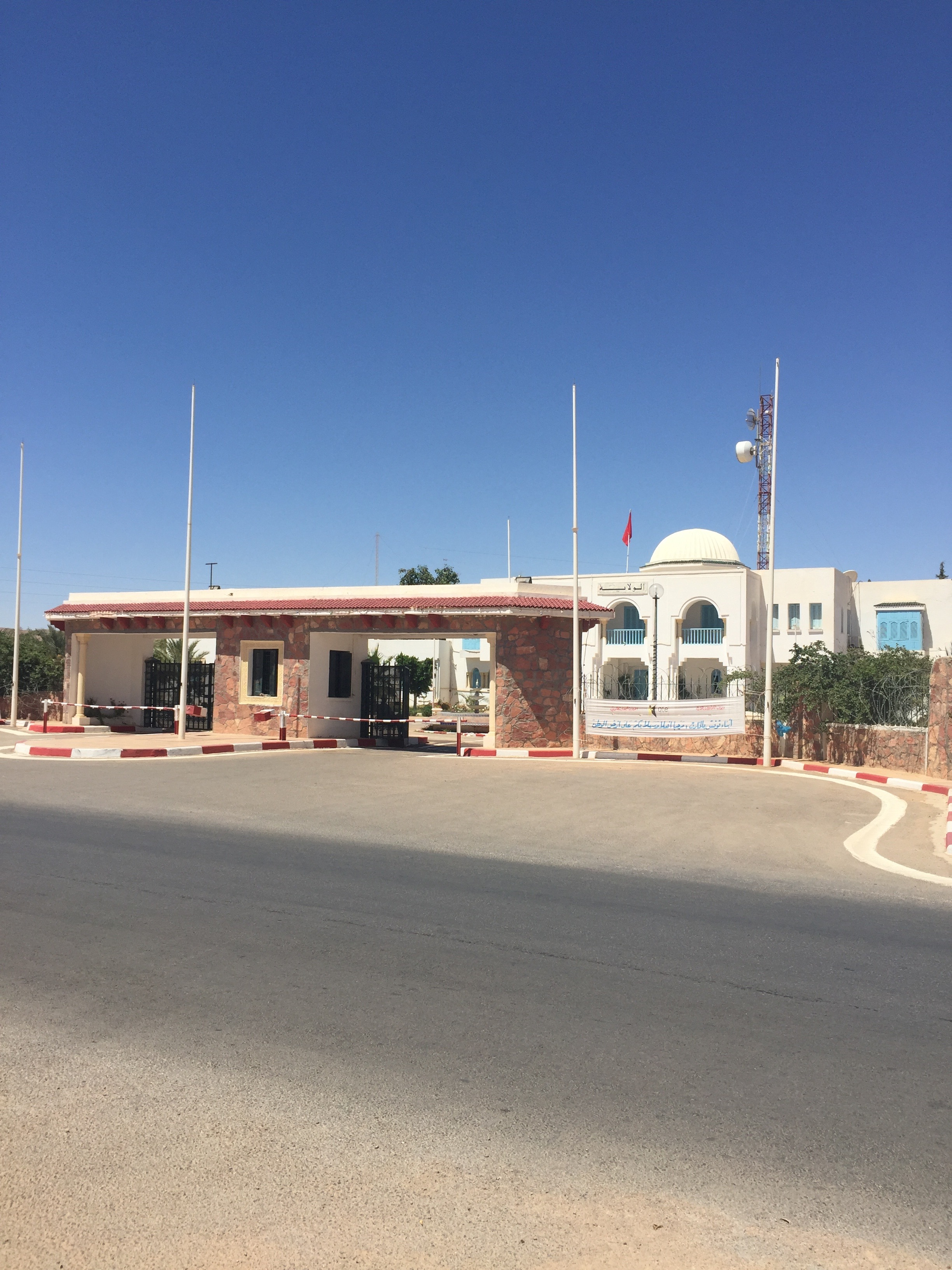
Siège du gouvernorat.

Le gouvernorat de Tataouine est dirigé par un gouverneur dont la liste depuis l'indépendance est la suivante :
- Fayçal Chahdoura (1981-1984)
- Abderrazak Ayoub (juillet-décembre 1984)
- Othman Naghmouchi (1985-1988)
- Mohamed Essid (1988-1990)
- Mohamed Marzouki (1990-1991)
- Mohamed Lajnef (1991-1992)
- Béchir Ben Thabet (1992-1993)
- Hassen Alaya (1993-1996)
- Mohamed Ben Salem (1996-2000)
- Mohamed Laïd Kidoussi (2000-2003)
- Fethi Boussoffara (2003-2007)
- Mohamed Ridha Belhaj (2007-2009)
- Nouri Ben Saïd (2009-2011)
- Youssef Hidri (2 février 2011, empêché d'exercer)
- Amor Chouchène (19 février-5 août 2011)
- Nejib El Ghali (5 août 2011-22 février 2012)
- Mourad Achour (22 février 2012-28 février 2014)
- Saber Mednini (28 février 2014[4]-9 avril 2015)
- Mohsen Ben Ali (9 avril 2015[5]-29 avril 2017)
- Mohamed Ali Barhoumi (29 avril[6]-24 mai 2017[7])
- Adel Ouerghi (2 juin 2017[8]-6 juin 2022)
- Hafedh Fitouri (6 juin 2022[9]-8 septembre 2024)
- Amir Gabsi (depuis le 8 septembre 2024[10])

### Maires
Voici la liste des maires des six municipalités du gouvernorat de Tataouine dont les conseils municipaux ont été élus le 6 mai 2018 et présidés par les maires suivants :
- Bir Lahmar : Mabrouk Montassar[11]
- Dehiba : Ali Amer[12]
- Ghomrassen : Oulfa Guedidi[13]
- Remada : Habib Hefiane[14]
- Smâr : Miloud Tounekti[15]
- Tataouine : Boubaker Souid[16]

## Économie
L'économie de la région est fondée sur l'agriculture. En effet, doté d'une importante superficie agricole (200 000 hectares), la région est dominée par les oliviers, les légumineuses, les primeurs et l'asperge qui est destiné à l'exportation ainsi que la production de viande rouge et de lait.
Le secteur industriel est en voie de développement. Le gouvernorat compte quinze entreprises industrielles opérant essentiellement dans les industries des matériaux de construction et de l'agroalimentaire ainsi que trois entreprises industrielles étrangères ou à capital mixte dans une zone qui s'étend sur 8,5 hectares. Une nouvelle zone industrielle d'une superficie de vingt hectares est programmée.

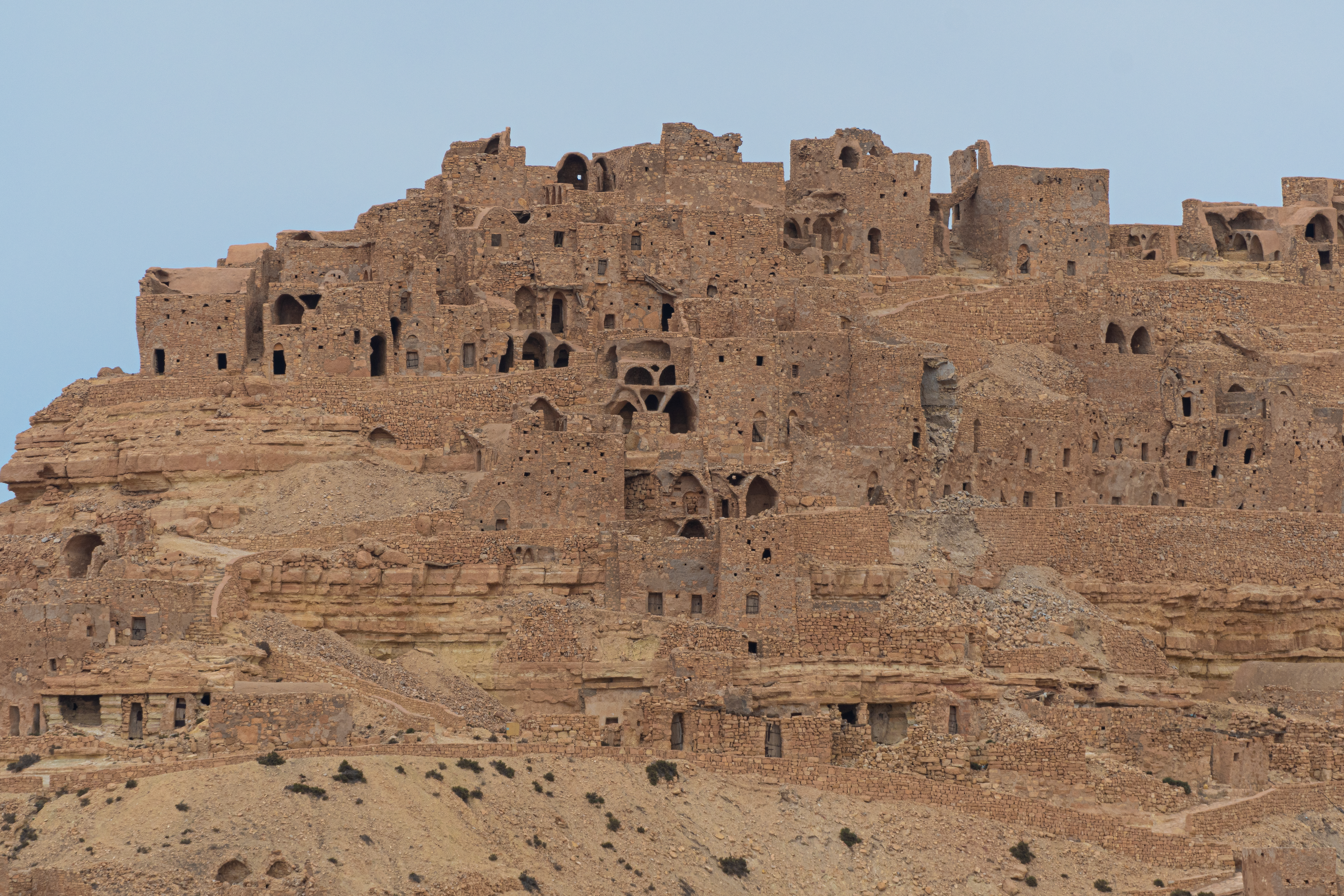
Habitat vernaculaire à Douiret.

La zone désertique au sud du gouvernorat compte de nombreux champs pétrolifères : le plus ancien, El Borma, a été développé à partir de 1965. À la suite de découvertes récentes dans la région de Oued Zar, la région connaît une forte activité de prospection pétrolière. Le développement de nouveaux champs vient en partie compenser l'épuisement des réserves des gisements les plus anciens : le champ d'El-Borma, qui produisait quatre millions de barils par an en 1970 n'en produit plus que 600 000.
Ces dernières années, la région connaît un développement remarquable du tourisme saharien et ce grâce à l'existence de sites géologiques, des ksour sahariens, des villages berbères ainsi que des oasis qui font le charme et la spécificité du Sahara tunisien.

## Cinéma
George Lucas filme plusieurs séquences de la saga de Star Wars, en 1977, et de sa suite, à la fin des années 1990, dans la région. Il s'installe pour cela à Tataouine, Ksar Hadada, dans la région de Matmata et dans les étendues salées du Chott el-Jérid.

## Radio
- Radio Tataouine

## Sport
- Avenir sportif de Tataouine
- Espoir sportif de Rogba
- Gazelle sportive de Remada
- Olympique Ghorghar Tataouine
- Stade sportif de Smâr
- Union sportive de Tataouine